# Mesoleptus angustulus
Mesoleptus angustulus là một loài tò vò trong họ Ichneumonidae.